# لوك بالدوين
لوك بالدوين (بالإنجليزية: Luke Baldwin)‏ هو لاعب اتحاد الرغبي بريطاني، ولد في 15 سبتمبر 1990 في رويال تونبريدج ولز ‏ في المملكة المتحدة.

## وصلات خارجية
- لوك بالدوين على موقع دوري الرغبي الممتاز (الإنجليزية)
- لوك بالدوين على موقع ItsRugby.co.uk (الإنجليزية)